# Austropallene spinicornis
Austropallene spinicornis is een zeespin uit de familie Callipallenidae. De soort behoort tot het geslacht Austropallene. Austropallene spinicornis werd in 1993 voor het eerst wetenschappelijk beschreven door Pushkin. 